# Pieczarka purpurowowłókienkowata

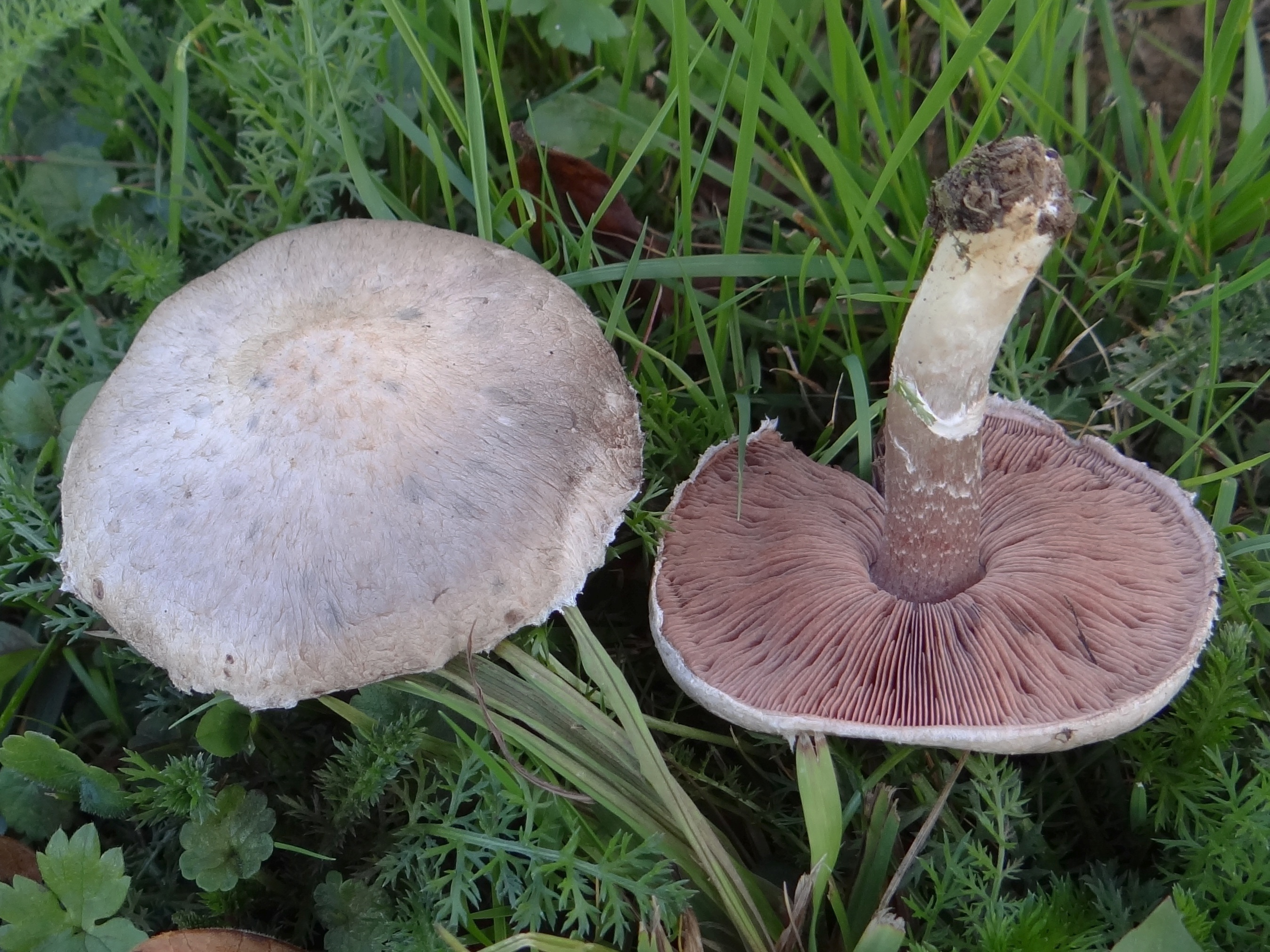

Pieczarka purpurowowłókienkowata, pieczarka purpurowa (Agaricus dulcidulus Schulzer) – gatunek grzybów należący do rodziny pieczarkowatych (Agaricaceae).

## Systematyka i nazewnictwo
Pozycja w klasyfikacji według Index Fungorum: Agaricus, Agaricaceae, Agaricales, Agaricomycetidae, Agaricomycetes, Agaricomycotina, Basidiomycota, Fungi.
Po raz pierwszy opisał go w 1874 r. Schulzer von Müggenburg i nadana przez niego nazwa naukowa jest aktualna. Niektóre synonimy naukowe:

- Agaricus purpurellus (F.H. Møller) F.H. Møller 1952
- Agaricus rubelloides Bon 1985
- Agaricus rubellus (Gillet) Sacc. 1887
- Fungus dulcidulus (Schulzer) Kuntze 1898
- Pratella rubella Gillet 1878
- Pratella silvatica var. rubella (Gillet) L. Corb. 1929
- Psalliota pallens (J.E. Lange) Rea 1932
- Psalliota purpurella F.H. Møller 1952
- Psalliota rubella (Gillet) Rea 1922[2].

Polskie nazewnictwo tego gatunku jest zagmatwane. Władysław Wojewoda w 2003 r. uznał go za synonim A. niveolutescens Huijsman 1960 i nadał mu nazwę pieczarka migdałowa. Według Index Fungorum są to jednak odrębne gatunki, A. niveolutescens jest synonimem A. comtulus (pieczarka malutka). W. Wojewoda wymienił też gatunek A. purpurellus (F.H. Møller) F.H. Møller, któremu nadał nazwę pieczarka purpurowa. Według Index Fungorum jednak A. purpurellus to synonim A. dulcidulus. W 2025 r. Komisja ds. Polskiego Nazewnictwa Grzybów Polskiego Towarzystwa Mykologicznego zarekomendowała dla A. dulcidulus używanie nazwy pieczarka purpurowowłókienkowata.
W niektórych źródłach jest uznawany za synonim Agaricus semotus, jednak według Index Fungorum są to odrębne taksony.

## Charakterystyka
Kapelusz
O średnicy 2–7 cm, wypukły, o szaroróżowej barwie. Pokryty na całej powierzchni promieniście ułożonymi, rzadkimi włóknami o barwie od różowo-brązowej do purpurowo-brązowej.
Hymenofor
Blaszkowy. Blaszki wolne, gęste, początkowo jasno szarobrązowe, potem ciemno purpurowobrązowe.
Trzon
Cylindryczny, o wysokości 2,5 cm i grubości 0,4–0,8 cm z delikatnym, zwisającym pierścieniem. Podstawa trzonu bulwiasta lub maczugowata. Powierzchnia powyżej pierścienia o barwie żółto brązowej, poniżej biaława pokryta resztkami osłony.
Miąższ
Charakterystyczną cechą Agaricus dulcidulus jest anyżkowa, a w podstawie migdałowa woń oraz przebarwianie się żółto samej podstawy trzonu przy dotknięciu</ref name=ger/>.
Gatunki podobne
Pieczarka winnoczerwona (Agaricus semotus). Odróżnia się brakiem włókienek na kapeluszu. U rzadkiej pieczarki liliowoczerwonawej (Agaricus porphyrizon) miąższ po uszkodzeniu żółknie, ma też inne łuski i włókienka na kapeluszu.

## Występowanie i siedlisko
Podano występowanie pieczarki purpurowej w Europie, oraz na Ziemi Ognistej w Ameryce Południowej. W Polsce gatunek rzadki. Znajduje się na Czerwonej liście roślin i grzybów Polski. Ma status V – gatunek zagrożony wymarciem. Znajduje się na listach gatunków zagrożonych także w Niemczech.
Grzyb naziemny, saprotrof. Występuje w lasach liściastych i mieszanych. Owocniki wytwarza od lipca do października.